# The Hot Rock
The Hot Rock (bra: Os Quatro Picaretas ou Os 4 Picaretas; prt: O Grande Golpe) é um filme norte-americano de 1972, do gênero comédia policial, dirigido por Peter Yates e estrelado por Robert Redford e George Segal.

## Sinopse
Logo que o malandro Dortmunder deixa a prisão, seu amigo Kelp convence-o a dar um golpe. Eles são contratados para roubar um diamante, porém assim que o conseguem, eles o perdem imediatamente para outros ladrões. Daí, lutam para consegui-lo de volta.

## Premiações
| Patrocinador                                  | Prêmio | Categoria       | Situação                    |
| --------------------------------------------- | ------ | --------------- | --------------------------- |
| Academia de Artes e Ciências Cinematográficas | Oscar  | Melhor Montagem | Indicado[carece de fontes?] |
| Mystery Writers of America                    | Edgar  | Melhor Filme    | Indicado[carece de fontes?] |

## Elenco
| Ator/Atriz       | Personagem      |
| ---------------- | --------------- |
| Robert Redford   | Dortmunder      |
| George Segal     | Kelp            |
| Ron Leibman      | Murch           |
| Paul Sand        | Greenberg       |
| Moses Gunn       | Amusa           |
| William Redfield | Detetive Hoover |
| Topo Swope       | Sis             |
| Zero Mostel      | Abe Greenberg   |